# اغتصاب المعارف

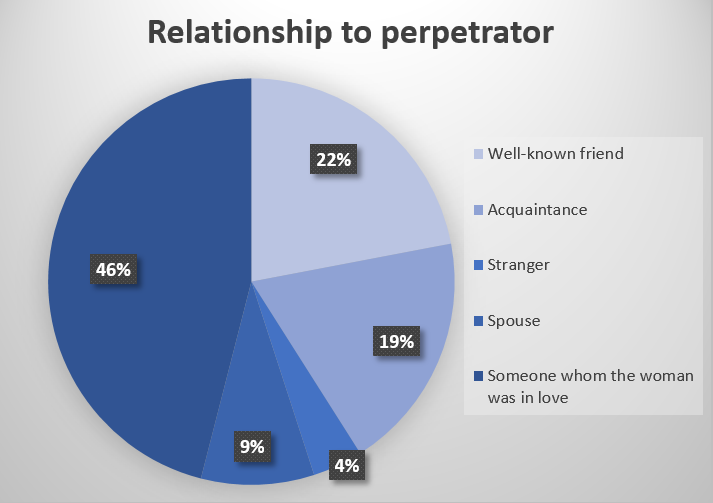
رسم توضيحي لمعدل اغتصاب المعارف في ولاية نيويورك الامريكية في سنة 2011

اغتصاب المعارف (في الإنجليزية: Acquaintance rape)، هو الاغتصاب الذي يرتكبه شخص يعرف الضحية، وذلك يشمل: شخص تواعده الضحية، أو زميل دراسي، أو زميل في العمل، أو صاحب العمل، أو أحد أفراد الأسرة، أو الزوج، أو المحامي، أو المعالج النفسي، أو من رجال الدين، أو الطبيب. يتضمّن اغتصاب المعارف فئة فرعية من حوادث الاغتصاب تدعى «الاغتصاب في إطار المواعدة»، وذلك عندما يكون الاغتصاب بين شخصين في علاقة رومانسية أو جنسية. وقد يُطلَق مصطلح «الاعتداء الجنسي داخل الحرم الجامعي» في الحالات التي يغتصب فيها طالب جامعي طالبًا آخرًا.
معظم حالات الاغتصاب يرتكبها شخص معروف للضحية. ومع ذلك، فإنّ احتمالية الإبلاغ عنها أقل من حالات الاغتصاب من شخص غريب، وبالتالي فإنّ الإحصاءات المتعلقة بالاغتصاب غالبًا ما تقلل من شأن انتشار اغتصاب المعارف مقارنةً بالاستبيانات الوطنية. تكون العواقب القانونية لاغتصاب المعارف هي نفسها بالنسبة لاغتصاب من قِبَل غريب.

## منشأ المصطلح
تعود الدراسات التي تميّز بين الاغتصاب من شخص غريب وأولئك التي تكون من قبل شخص يعرفه الضحية إلى الخمسينيات، عندما كشفت دراسة فحصت ملفات الاغتصاب الأمريكية من 1958 و1960، أنّ نصفها كانت قد ارتكبت من قبل رجال يعرفون ضحاياهم. استُخدِم مصطلح «اغتصاب المعارف» لأول مرة طباعةً في عام 1978 من قبل الكاتبة والناشطة النسوية ديانا راسل. عندما استخدمته كمصطلح مظلّي يشمل جميع حالات الاغتصاب التي تتضمن أشخاصًا يعرفون بعضهم البعض، وذلك في كتابتها لدراسة عن 830 امرأة في سان فرانسيسكو. وجدت راسل في الدراسة أنّ 35٪ من هؤلاء النساء قد تعرّضن للاغتصاب أو محاولة اغتصاب من قبل أحد معارفهن، بالمقابل أفادت 11% منهن بالتعرّض للاغتصاب من قبل غريب. وفي عام 1988، نشرت الكاتبة النسوية الأمريكية روبن وارشاو كتابًا بعنوان «لم أدعُ ذلك اغتصابًا قط»، ليكون أول كتاب رائد عن اغتصاب المعارف.

## الانتشار
إنّ اغتصاب المعارف أمرٌ منتشرُ في جميع أنحاء العالم وعلى مر التاريخ البشري، ويأخذ أشكالًا مختلفةً في الثقافات المختلفة. وجدت دراسة أجراها معهد الأمم المتحدة للبحوث في الفترة 2004/2005، شملت 30 بلدًا ذا أغلبية أوروبية، أنّ نحو نصف ضحايا الاغتصاب يعرفون مغتصبيهم، وأكثر من الثلث يعرفونهم بالاسم؛ 17٪ منهم زميل أو مدير، و16٪ صديق مقرب، و11٪ شريك سابق، و7٪ شريك حالي.
وفي دراسة كبيرة للمفوضية الأوروبية عام 2009 حول قضايا الاغتصاب في جميع أنحاء أوروبا، تبيّن أنّ 67٪ من المغتصبين كانوا معروفين للضحية، ومعظمهم شريك حالي أو سابق. تحدث معظم حالات الاغتصاب في أوروبا في منزل الضحية أو المغتصب.
عادةً ما يأتي اغتصاب المعارف في الولايات المتحدة على هيئة اغتصاب في إطار المواعدة أو اغتصاب جماعي. إذ وجد استبيان أُجري عام،1987 وشمل 7000 طالب من 25 مدرسة، أنّ واحدًا من بين كل أربعة قد وقع ضحيةً للاغتصاب أو محاولة الاغتصاب، و 84٪ من هؤلاء كانوا يعرفون مهاجمهم. وجدت نفس الدراسة أنّ 16٪ من الطلاب الذكور الذين اعترفوا بالاغتصاب، و 10٪ ممن اعترفوا بمحاولة القيام بالاغتصاب، قالوا بأنّهم لم يتصرفوا بمفردهم. وفي عام 1985 نشرت رابطة الكليات الأمريكية تقريرًا يصف ما كان يسمى آنذاك «القطارات»، حيث يقوم العديد من الطلاب الذكور باغتصاب امرأة تعاني من العجز بسبب المخدرات أو الكحول.
في دراسة استقصائية لـ 24 حالة موثّقة من حالات الاغتصاب الجماعي بين الطلاب الجامعيين التي جرى الإبلاغ عنها في الثمانينات من القرن الماضي، نُفِّذَت 13 حالة من قبل أعضاء في أخويات، وتسع حالات من قبل مجموعات من الرياضيين، واثنان من قبل رجال غير منتسبين إلى مجموعة رسمية. وفي دراسة نسائية وطنية أمريكية، كان20٪ من المغتصبين أصدقاء، و16٪ أزواج، و14٪ كأصدقاء حميمين، و9٪ من غير الأقارب -كالعمال وزملاء العمل والجيران.
وجدت دراسة أُجريت عام 1992 حو حالات الاغتصاب المُبَلَّغ عنها في الأحياء الداخلية لمدينة جوهانسبرغ جنوب الأفريقية وضواحيها، أنّ 80٪ من حالات اغتصاب النساء البالغات ارتكبها غرباء، غالبًا من قبل رجال اختطفوهن تحت تهديد السلاح في طريقهن إلى العمل أو اقتحموا منازلهن. ومع ذلك، فإنّ أغلبية حالات اغتصاب الفتيات دون السادسة عشرة من العمر ارتكبها أشخاصٌ معروفون بالنسبةِ لهن، عادةً ما يكونون من الأسرة أو الأصدقاء، وفي بعض الأحيان أعضاء عصابات.
تميل حملات مكافحة الاغتصاب في الهند إلى التركيز على «اغتصاب الولاية»؛ أي اغتصاب امرأة من قبل رجل في مكانة أعلى من مكانتها، مثل مالك السكن أو الشرطي أو رب العمل.
وجدت دراسة أجراها معهد الصحة العالمية في عام 2005، أنّ العنف الجنسي في إثيوبيا يرتكبه في كل الحالات تقريبًا زوج أو صديق الضحية الحميم.

## التأثيرات
لا تتعرّض الغالبية العظمى من ضحايا الاغتصاب لإصاباتٍ جسديةٍ باستثناء الإيلاج ذاته، وعلى عكس المتوقع، فإنّ الإصابات الجسدية أقل احتمالًا في اغتصاب الغرباء منه في اغتصاب المعارف، وخاصةً الاغتصاب من قبل شريك حميم حالي أو سابق؛ 24٪ من النساء اللاتي اغتُصِبن من قبل شخص غريب تعرّضن لإصابة جسدية إضافية، مقارنةً بـ40-50٪ من النساء اللاتي تعرّصن للاغتصاب من قبل شريك حالي أو سابق.